# Обергинцбург
Обергинцбург (њем. Obergünzburg) град је у њемачкој савезној држави Баварска. Једно је од 45 општинских средишта округа Осталгој. Према процјени из 2010. у граду је живјело 6.377 становника. Посједује регионалну шифру (AGS) 9777154.

## Географски и демографски подаци
Обергинцбург се налази у савезној држави Баварска у округу Осталгој. Град се налази на надморској висини од 737 метара. Површина општине износи 46,7 km². У самом граду је, према процјени из 2010. године, живјело 6.377 становника. Просјечна густина становништва износи 137 становника/km².

## Међународна сарадња
| Мјесто   | Држава   | Врста сарадње | Од    |
| -------- | -------- | ------------- | ----- |
| Вишеград | Мађарска | партнерство   | 1995. |
| Извор    |          |               |       |